# Ferrari F430 Challenge
La F430 Challenge è un'autovettura da competizione costruita dalla Ferrari dal 2006.
Il modello è largamente basato su un'auto prodotta di serie, la F430. L'aspetto che più le accomuna è il motore di quest'ultima, vale a dire un V8 da 4,3 L di cilindrata. Il propulsore è centrale con trazione posteriore. La trasmissione ha un cambio sequenziale a sei rapporti.
È stata introdotta nel 2005 al Salone dell'automobile di Francoforte per competere nel campionato Ferrari Challenge, sostituendo in tale contesto la Ferrari 360 Modena a partire dal 2007.

## Caratteristiche tecniche rispetto alla F430
La F430 Challenge è basata completamente sul modello da strada F430. Il propulsore è rimasto lo stesso, alcuni cambiamenti furono applicati al corpo vettura. La trasmissione derivava dalle Ferrari di Formula 1, ed offriva lo stesso tempo di cambiata di 150 millisecondi della F430. Per la Challenge, la quinta e la sesta marcia sono state riviste, così come la riduzione finale. Il peso è ben equilibrato, e diminuisce gli sforzi nelle varie parti della vettura, in particolare per l'abitacolo.
All'interno la F430 Challenge non ha tappetini, è senza autoradio ed i sedili standard sono stati sostituiti con analoghi per la competizione. Una sorte simile è toccata al volante, che è rimovibile per garantire facile accesso alla vettura. Ha anche bottoni e un'interfaccia con gli strumenti per le comunicazioni con il box. 
È presente una gabbia roll-bar integrale ed è installata strumentazione da gara. La scatola del cambio è stata conservata, mentre il controllo della trazione ed il sistema che controlla la stabilità sono permanentemente disabilitati. Non fu tenuto neppure l'ABS. Le modifiche per le corse sono state applicate per molti altri componenti, tra cui il differenziale che ora è meccanico e le sospensioni.

## Prestazioni
Il motore fu lo stesso V8 a 90° da 4,3 L di cilindrata della F430. La potenza erogata è quindi la stessa, vale a dire 483 hp come la stessa è la coppia motrice, cioè di 465 N·m. Il propulsore, che non è sovralimentato, è equipaggiato da un doppio albero a camme in testa che movimenta 4 valvole per cilindro. È un motore centrale longitudinale, vale a dire è posizionato dietro l'abitacolo.
La trasmissione ha un cambio a sei rapporti sequenziale azionato da levette derivato dalla F430, che può cambiare marcia in 150 millisecondi. I freni sono in carbonio e composti ceramici che sono resistenti al fading, cioè la tendenza dell'impianto frenante a perdere efficacia dopo un uso intensivo, per esempio durante le competizioni.
Sia le sospensioni anteriori che posteriori sono a doppio braccio trasversale e con barre anti-rollio. Il sistema di scarico fu aggiornato spostando i tubi di scappamento più in alto nella parte posteriore dell'auto. La parte posteriore include anche una nuova griglia per ottimizzare lo smaltimento del calore dal vano motore.

## La F430 Challenge nei media
- In ambito videoludico, la F430 Challenge compare nel simulatore di guida Ferrari Challenge.[2]